# Tong-zi-gong
Il Tong-zi-gong (童子功) o "kung-fu del fanciullo" rappresenta l'essenza dei migliori esercizi dello yoga, del kung-fu e del qi-gong, ed è considerato il kung-fu più mistico (metafisico) dello Shaolin.. Insieme al Qi-gong, è la disciplina interiore preferita dai maestri Shaolin.
(Detto Shaolin)

## Introduzione
La cultura dei monaci Shaolin comprende moltissime arti sviluppatesi nei secoli dagli insegnamenti del patriarca Damo (Bodhidharma). Le arti marziali terapeutiche, spirituali e religiose si dividono tra l'arte dello spirito (chan) e le arti marziali ed energetiche (quan). 
Un proverbio Shaolin afferma che queste due componenti della cultura costituiscono un'unica realtà: 
.
Alle arti esterne quan (dette hong) appartengono:
- il kung-fu (detto anche Shaolin gang-quan-"pugno duro di Shaolin"),
- qin-na (tecniche di cattura),
- sanda o San-shou (combattimento libero),
- kang-ji-gong (tecniche di potenziamento del corpo),
- Shaolin shi-ba-wu-qi (le 18 armi classiche di Shaolin),
- "tre gioielli di Damo": yijinjing (metodo di rafforzamento di tendini e muscoli), xi-sui-jing (metodo di purificazione del midollo e del cervello) e shi-pa-fa Luohan-quan (le diciotto tecniche della mano di Luohan).

Alle arti interne quan (dette kong) appartengono:
- il Tong-zi-gong, (yoga Shaolin)
- qi-gong (arte della respirazione)
- rou-quan ( "pugno morbido" detto anche Shaolin taiji),
- zuo-chan (meditazione).

## Caratteristiche
Secondo la medicina Shaolin e l'ayurveda l'incurvamento della colonna vertebrale è da considerarsi come la prima causa del decadimento senile: gli esercizi del Tong-zi-gong hanno lo scopo di conservarne l'elasticità e di rigenerare l'equilibrio naturale per evitare inutili dispersioni energetiche.
Laozi insegna:
Il kung-fu Shaolin richiede un'elevata concentrazione d'energia nelle fibre muscolari, nei tendini e nelle cartilagini ed è dunque necessario praticarlo con rigorosa costanza, perché inserire una lunga pausa, causa la perdita delle nozioni e delle facoltà acquisite, esponendo le zone più fragili del corpo a possibili danni. 
Un proverbio Shaolin dice: 

L'anziano monaco Shi-Wan-Heng, detto il "maestro della flessibilità", che era stato iniziato alla pratica del Tong-zi-gong all'età di otto anni, afferma:

## Fonti
Il Tong-zi-gong è presentato ed illustrato nelle stele della Beilin ("Foresta di stele") e nelle sculture della sala Chui-pu tang (锤谱堂 "Sala dei manuali di combattimento") del tempio Shaolin.
Dal punto di vista letterario, il Tong-zi-gong è stato presentato nell'originale testo cinese "Shaolin Tong-zi-tu" (少林童子功圖)

## Metodologia di insegnamento Shaolin
Secondo il maestro Shi-Heng-Jun, della 35ª generazione dei monaci guerrieri del tempio Shaolin, nella metodologia di insegnamento la flessibilità è di capitale importanza, perché più si è flessibili, più si può resistere al dolore e meglio si resiste al dolore, più rapidamente s'impara il kung-fu. 

 
Lo Shaolin-Quan-Mi (testo classico Shaolin) aggiunge:
Lo Shaolin Tong-zi-gong è composto da diciotto stili, che possiedono anche un valore marziale. Infatti se quest'arte viene portata alla perfezione, qualsiasi gesto può essere trasformato in un movimento di attacco e di difesa.
Lo Shaolin Tong-zi-gong possiede una grande varietà di esercizi con i relativi scopi, che includono: 
- 1) Esercizi esterni (Wai-dan);
- 2) Esercizi interni (Nei-dan);
- 3) Esercizi “morbidi” (Yin-rou), per migliorare la flessibilità;
- 4) Esercizi “duri” (Yang-gang), per aumentare la forza e la resistenza
- 5) Esercizi di carattere misto per migliorare la postura.

Gli esercizi interni servono a curare la salute degli organi e dei visceri (Zang-fu), a mantenere sani i sistemi dell'organismo (es. San-jiao) e a trattenere e conservare nel corpo l'energia interna (Qi), in modo da poter contrastare il decadimento fisico. Gli esercizi morbidi servono invece a sviluppare l'armonia nei movimenti e la bellezza estetica.

## Livelli
Il Tong-zi-gong si divide in due livelli: di base e avanzato. Quello "di base" si concentra sulla mobilità e in particolare su varie forme di rotolamento e salto. Richiede una grande flessibilità dei tendini e delle giunture, perciò l'età migliore per praticarlo va dai cinque ai sei anni. Dopo averlo praticato per quattro anni, i bambini hanno fortificato le parti più fragili del loro corpo.
Il livello avanzato del Tong-zi-gong è simile a quello del qi-gong. Viene praticato con movimenti morbidi ed efficaci, che fanno raggiungere alle giunture il massimo grado di resistenza e flessibilità, premessa indispensabile per avere una postura perfetta e una grande potenza. Con la sua pratica assidua, si può arrivare a piegare le membra in angolazioni apparentemente impossibili.

## I 18 fondamentali
Il Tong-zi-gong presenta una sequenza (tao-lu) di base composta da diciotto esercizi, che costituiscono le porte dei rispettivi diciotto stili dedicati alla specifica tecnica da portare alla perfezione.
1. Shuang-shou-he-shi (双手合十): posizione perfetta a mani giunte (dalla posizione yoga prarthanasana).
2. Chu-zuo-lian-tai(初坐莲台): sedersi in meditazione su un trono di loto (dalla posizione yoga sukhasana).
3. Zhao-tien-deng (朝天蹬): calcio ascendente nel cielo del mattino (dalla posizione yogautthita hasta padangusthasana).
4. Zhuang-shang-gong (桩上功): esercizio d'equilibrio sui pali (dalla posizione yoga virabhadrasana).
5. Dan-tui-zhang (单推掌): eseguire un affondo col palmo, in.
6. Bao-fo-jiao (抱佛腳): Abbracciar i piedi di loto del signore Buddha (dalla posizione yoga pascimottanasana).
7. Dao-li ar-zhi-Chan (倒立二指禅): meditazione su due dita (dalla posizione yoga adho-mukha-vriksasana).
8. Luo-han shui-jiao (罗汉睡觉): La posizione di riposo del monaco (una variante della posizione yoga sayanasana).
9. Qi-lou heng-cha (起落橫叉): cadere in spaccata frontale dopo un salto (dalla posizione yoga samakonasana).
10. Tong-zi-bai Guanyin (童子拜观音): un giovane monaco offre i suoi omaggi al Buddha Guanyin (dalla posizione yoga vriksasana)
11. Tong-zi-wo-Chan (童子臥禅): un giovane monaco si sdraia in meditazione (dalla posizione yogaviparita-padmasana).
12. Xie-li cang-hua (叶里藏花): esercizio di sollevare le gambe ponendo i talloni davanti alla fronte (dalla posizione yoga estrema ganda bherundasana).
13. Wan-tong-bai-fo (顽童拜佛): un giovane monaco offre i suoi omaggi al signore Buddha in una posizione difficile (variante in equilibrio della posizione yoga vatayanasana).
14. Tou-dao-zai-bei (头倒载碑): esercizio di assumere la posizione eretta invertita (dalla posizione yoga sirsasana).
15. Zhuang-shen dan-bi-fu-cheng (转身单臂伕撐): esercizio di sostenere la parte superiore del corpo su un solo braccio (dalla posizione yoga vasisthasana).
16. Tie-quan-fu-hu (鉄拳伏虎): esercizio del pugno di ferro.
17. Heng-cha-ce-wo (橫叉側臥): esercizio di sdraiarsi su una gamba in spaccata sagittale (dalla posizione yoga hanumanasana).
18. Lian-hua pan-zuo (莲花盘坐): sedersi su un trono di loto (dalla posizione yoga padmasana)

L'esercizio 5 (Dao-li ar-zhi-Chan, o "meditazione su due dita") è una tecnica molto difficile, che richiede al monaco di sostenere l'intero peso del corpo con due sole dita di una mano. Richiede un controllo ascetico delle funzioni del corpo e secondo la tradizione orale Shaolin, i maestri ingiungono:
L'esercizio massimizza la forza delle dita, che ben allenate possono diventare armi mortali. Una tecnica ancora più avanzata è lo yi-zhi-Chan ("meditazione su un dito") che richiede la capacità di sostenere tutto il peso del corpo su un solo dito. In tutti i tempi sono stati pochissimi i monaci in grado di adottare questa tecnica.Recentemente solo il maestro Shi-Hai-Dang, morto nel 1989, è riuscito a praticarla.

## Effetti secondo la medicina tradizionale cinese
Secondo la medicina tradizionale cinese, l'esecuzione di questi esercizi, fin dall'infanzia, preserverebbe e raffinerebbe lo yuan-Qi ("energia sorgente") e manterrebbe il praticante giovane e in salute per tutta la vita.
Il Tong-zi-gong coniugherebbe il Qi del proprio corpo con l'energia della natura. Si basa soprattutto sull'armonizzazione del respiro (tiao-xi) e del movimento (tiao-shen) perché questo faciliterebbe la circolazione del sangue e l'espulsione delle sostanze tossiche dall'organismo: in questo modo il corpo umano si adatterebbe adeguatamente ai cambiamenti imposti dalle leggi della natura.
Secondo i suoi praticanti gli esercizi del tóng-zi-gōng sarebbero preziosi per la salute, in quanto influenzerebbero positivamente il metabolismo, renderebbero il fisico più elastico e migliorerebbero l'umore. La pratica per decenni del tóng-zi-gōng consentirebbe di frenare notevolmente l'orologio biologico della natura umana: a Shaolin non sarebbe difficile vedere vecchi maestri di ben oltre settant'anni che, grazie all'esercizio quotidiano del tóng-zi-gōng, sarebbero riusciti a mantenere la flessibilità di un corpo giovane.

## Storia
Il Tong-zi-gong trae origini dallo yoga della cultura dei Veda, che secondo la Bhagavad-Gita sarebbe stato introdotto da Krishna. I segreti dello yoga sarebbero poi affidati al discepolo di Shiva, Patañjali-muni, perché potessero essere divulgati a beneficio di tutti.
In seguito Buddha (483 a.C.) rifiutò tutto il corpo teologico vedico ma le tecniche dello yoga vedico, i mantra (suoni mistici) e i mudrā (simboli) vennero assorbiti dal Buddismo (prajna yoga).
Secondo la tradizione buddista, nel 64 d.C. l'imperatore cinese Ming-Ti, della tarda dinastia Han, inviò dei messi in India per ottenere sutra e immagini buddiste. In seguito numerosi patriarchi indiani (Kumarajiva, Bodhiruci, Paramartha) vennero invitati o inviati in Cina: tra questi vi fu Bodhidharma (483-537 o 561), 28º patriarca Buddismo indiano, che vi giunse per predicare nel 515 e tra il 520 e il 527 si stabilì nel tempio Shaolin ai piedi della montagna del Song-Shan. Chiamato Damo dai discepoli cinesi, Bodhidharma fu ritenuto primo patriarca del Buddismo Chán cinese: da lui sarebbe nato anche, secondo alcune tarde leggende, lo stile di combattimento di Shaolin.
Durante la "meditazione seduta" (zuo-chan), che Bodhidharma insegnava a praticare per sei ore al giorno, i suoi discepoli cadevano spesso vittime dell'intorpidimento fisico e della sonnolenza. Il patriarca avrebbe quindi ideato una serie di movimenti terapeutici basati sui precetti dei suoi maestri indiani, secondo i quali certi esercizi fisici e respiratori del raja-yoga e del prajna-yoga favorivano la triplice armonia tra mente, respiro e corpo, prevenendo le malattie, frenando le tendenze aggressive della natura umana ed elevando lo spirito: avrebbe chiamato questi esercizi Tong-zi-gong, o "kung-fu del fanciullo”.
Il kung-fu sarebbe stato praticato al tempio di Shaolin già da lungo tempo, per proteggere il monastero da ladri e banditi: Bodhidharma avrebbe arricchito le conoscenze marziali dei monaci, integrandole con l'etica morale e la metodica del kalari-payattu, basato su stili marziali che prendevano il nome di animali ed erano di provenienza vedica. Riteneva che le arti marziali dovessero essere praticate al fine di ottenere lo sviluppo armonico del corpo e della mente. Bodhidharma avrebbe insegnato ai suoi discepoli tre serie di esercizi formativi di origine indiana (dal bodhisattva Vajramukti): 
- astadasa-can o astadasa-vijaya (“diciotto sottomissioni” o “diciotto vittorie”), in cinese xiang shi-pa-Luohan-shou (“diciotto movimenti delle mani dei santi discepoli di Buddha");
- pratima asthimaja-parissuddhi, in cinese xiang yi-jin-jing ("sutra sul condizionamento dei muscoli e dei tendini");
- pratima snavas-jala-nidana Vijapiti, in cinese xiang xi-sui-jing ("sutra sul lavaggio del midollo osseo e del cervello").

Gli esercizi venivano suddivisi tra meditativi statici (jing-gong) e dinamici (dong-gong) e divennero il fondamento delle arti marziali che resero famoso il tempio di Shaolin.
Con il tempo i monaci del tempio di Shaolin resero queste tecniche un sofisticato sistema di autodifesa e si resero famosi anche combattendo per gli imperatori cinesi.
Nel periodo dell'imperatore 'Duan-Zong della dinastia Song, emersero molti maestri esperti nel Tong-zi-gong e nel qi-gong: tra questi il monaco Hong-Wen, che era inoltre esperto negli esercizi di qi-gong duro (ying-gong) e nell'esercizio di camminare sui pali di susino (mei-hua-zhang-gong) e che secondo la tradizione del tempio sarebbe stato in grado a ottanta anni di sostenere sulla testa un peso di cinquanta chili e di reggere una persona seduta sulle sue gambe tese.  Anche il monaco Hui-Ju, vissuto nello stesso periodo, era un esperto anche di qin-gong (il qi-gong leggero) e si racconta che fosse in grado di camminare su un foglio di carta teso senza romperlo, di saltare ruscelli, di spegnere una candela e di ferire i nemici da una distanza di tre metri.
Quando era abate del tempio Fu-Yu (907-960) venne compilato lo Shaolin tóng-zi-gōng-Tu, che raffigurava il diagramma del Tong-zi-gong, composto di diciotto esercizi, le "porte segrete dei suoi diciotto stili".
Secondo la tradizione del tempio, negli ultimi anni della dinastia Ming il principe Fu e suo figlio Lou-yang erano infastiditi dall'opposizione dei monaci guerrieri alle loro scorrerie nell'Henan: li allontanarono con un pretesto, ma il loro tentativo di assalire il tempio venne impedito dai loro discepoli che vi erano rimasti, capeggiati da Tong-Deng.
Nel 1927 il generale Shi-You-San fece bruciare il monastero ed andarono distrutti i suoi archivi, compreso il testo originale dello Shaolin tóng-zi-gōng-Tu. Delle copie dei manoscritti originali furono messe in salvo dal monaco Yong-Xiang. Nel 1966 il tempio venne chiuso dalle Guardie Rosse, ma alcuni monaci conservarono in segreto le copie dei testi e rimasero a proteggere l'edificio, tra cui Shi-Wan-Heng. Un altro monaco, Shi-Hai-Deng (1902-1989) divenne discepolo di due monaci che si erano rifugiati nello Sichuan dopo l'incendio del 1927.
Dal 1992 monaci fanno conoscere il Tong-zi-gong tramite esibizioni internazionali in forma di spettacolo e sono stati oggetto di documentari televisivi.